# What About Us
What About Us is een nummer van de Amerikaanse zangeres P!nk uit 2017. Het is de eerste single van haar zevende studioalbum Beautiful Trauma.
Met "What About Us" wil P!nk een krachtige boodschap van verdraagzaamheid overbrengen. Het nummer heeft een politiek randje, en gaat ook over naar jezelf kijken en interactie met anderen. In de videoclip van het nummer zien we hoe P!nk minderheidsgroepen in de spotlight zet.
Het nummer werd een wereldwijde hit. In de Amerikaanse Billboard Hot 100 haalde het de 13e positie. In de Nederlandse Top 40 wist het de nummer 1-positie te bereiken. In de Vlaamse Ultratop 50 moest het nummer het doen met de 2e positie.

## NPO Radio 2 Top 2000
| Nummer met noteringen in de NPO Radio 2 Top 2000 | '17 | '18 | '19 | '20 | '21 | '22 | '23 | '24 |
| ------------------------------------------------ | --- | --- | --- | --- | --- | --- | --- | --- |
| What About Us                                    | 482 | 274 | 301 | 469 | 623 | 709 | 550 | 776 |

1. ↑  Een vetgedrukt getal geeft de hoogste notering aan.
2. ↑  2017 was het eerste jaar met een notering voor dit nummer.